# 에디 메두자
에롤 레너드 노스테트(스웨덴어: Errol Leonard Norstedt, 1948년 6월 17일 ~ 2002년 1월 17일)은 에디 메두자(스웨덴어: Eddie Meduza)라는 예명으로 잘 알려 스웨덴의 작곡가이자 음악가로 주로 로커빌리 장르에서 활동했다.